# Бигъл (проток)
Вижте пояснителната страница за други значения на Бигъл.
Бигъл (на испански: Canal Beagle) е тесен проток между островите на архипелага Огнена земя, в най-южната част на Южна Америка, част от териториите на Аржентина и Чили. Отделя остров Огнена земя (Isla Grande de Tierra del Fuego) на север от по-малките острови Нуева, Пиктън, Наварино, полуостров Дюма на остров Осте, Гордън, Томпсън и други по-малки на юг. Дължината му от запад на изток е 280 km, средната ширина около 3 km, а минималната 200 m. Средните дълбочини са от 70 до 182 m, максимална 259 m. На запад чрез двата протока Помар и О'Брайан, съответно северно и южно от остров О'Брайан се свързва с продължаващия в западна посока проток Баленеро. На юг чрез протоците Брасо Суруесте (между островите Гордън и Осте) и Мъри (между островите Осте и Наварино) се свързва съответно със заливите Кук и Насау. (По подробно виж приложените топографски карти). Бреговете му са планински, високи и стръмни, изобилстващи от многочислени малки заливи и фиорди (Вентискеро, Ендегая и др.). На северния му бряг се издига планинския масив Дарвин с едноименния връх (2469 m). В протока има силни приливни течения със скорост до 2 km/h. На северния му бряг е разположено най-южното селище на Земята град Ушуая. Протокът е открит и детайлно изследван и картиран от британската околосветска експедиция възглавявана от капитан Робърт Фицрой (в нея участва и видния английски естествоизпитател Чарлз Дарвин) и е наименуван в чест на кораба „Бигъл“, с който плава експедицията.